# Barranc de la Font de Llessiu
El Barranc de la Font de Llessiu és un corrent fluvial del Pallars Sobirà, al Pirineu català. Discorre totalment a dins de l'antic terme municipal d'Enviny, pertanyent actualment al de Sort.
S'origina en el vessant oriental del Serrat de Bacanera, a l'extrem nord de les Pales de Peiró, just a sota de l'extrem nord-est dels Planells de Bacanera, des d'on davalla cap a llevant, fent una breu inflexió cap al sud-est per reprendre la direcció inicial, est-nord-est, deixant al nord les Solanes i al sud els Puimortós i els Pullibrès, passa pel nord del poble de Pujalt, i poc després, al nord-est d'aquest poble, s'ajunta amb el Barraca d'Estanyalgues per formar el Barranc de Pietat.